# Снежана Маловић
Снежана Маловић (Београд, 10. септембра 1976) српска је правница и политичарка. Маловићева је бивша министарка правде Републике Србије.

## Биографија
Завршила је петнаесту београдску гимназију, и била део прве генерације ове школе. Дипломирала на београдском Правном факултету 1999, а правосудни испит положила 2002.
На дужност министра изабрана је 7. јула 2008. године, а пре тога је обављала дужност државног секретара Министарства правде и генералног секретара Тужилаштва за ратне злочине (2004—2007).